# Ján Kozák
Ján Kozák (n. 17 abril 1954) és un anterior migcampista de futbol i posterior entrenador eslovac. És l'entrenador actual de la selecció de futbol d'Eslovàquia, càrrec que va assumir el juliol de 2013. El seu fill Ján Kozák també és un futbolista. Com actual entrenador d'Eslovàquia, el seu equip es va classificar per a la Eurocopa de futbol 2016, convertint-se així en la primera vegada que Eslovàquia apareix en el torneig.
El 1981, Kozák va esdevenir el futbolista de l'any a Txecoslovàquia. Va jugar 254 partits en la primera divisió de Txecoslovàquia i va marcar 57 gols. També va participar en l'Eurocopa de futbol 1980 i la Copa del Món de futbol de 1982.

## Honors

### Jugador
Dukla Prague
- Primera divisió de Txecoslovàquia: Guanyadors: 1981–82
- Copa de Txecoslovàquia: Guanyadors: 1981

Lokomotíva Košice
- Copa de Txecoslovàquia: Guanyadors (2x): 1977, 1979

Txecoslovàquia
- Eurocopa de futbol 1980: 3r lloc
- Copa del Món de futbol de 1982: fase de grups

Individual
- Futbolista txecoslovac de l'any: 1981

### Entrenador
1.FC Košice
- MARS Superliga: Guanyadors (2) 1996–97, 1997–98
- UEFA Champions League: Fase de grups 1997–98

MFK Košice
- DOXXbet liga: Guanyadors: 2005–06 (ascens)
- Copa eslovaca de futbol: Guanyadors: 2009

Eslovàquia
- Eurocopa de futbol 2016: Fase de grups